# Цветан Харизанов
Цветан Георгиев Харизанов е български офицер, бригаден генерал.

## Биография
Роден е на 3 декември 1955 г. в Бургас. Завършва Висшето народно военно училище „Васил Левски“ във Велико Търново през 1978 г. със специалност „Танкови войски – строеви“, а после и Военната академия в София през 2003. Бил е командир на танков взвод в 16-и танков полк към шестнадесета мотострелкова дивизия. На 7 октомври 2003 г. е назначен за командир на 13-а бронетанкова бригада. На 4 май 2005 г. е освободен от длъжността командир на 13-а бронетанкова бригада и назначен за командир на 2-ра лекопехотна бригада. На 25 април 2006 г. е назначен за командир на 2-ра лекопехотна бригада, считано от 1 юни 2006 г. и удостоен с висше офицерско звание бригаден генерал. На 21 април 2008 г. е освободен от длъжността командир на 2-ра лекопехотна бригада и назначен за началник на Националния военен университет „Васил Левски“, считано от 1 юни 2008 г. На 1 юли 2009 г. е назначен за временно изпълняващ длъжността началник на Националния военен университет „Васил Левски“ за срок една година. На 3 май 2010 г. е назначен за началник на Националния военен университет „Васил Левски“. С указ № 234 от 2 декември 2013 г. бригаден генерал Цветан Харизанов е освободен от длъжността началник на Националния военен университет „Васил Левски“ и от военна служба, считано от 3 декември 2013 г.
През 2014 г. му е връчена почетната награда „Велико Търново“ и е направен почетен гражданин на града. Награждаван е с орден „За вярна служба под знамената“ и Почетен знак на Министерството на отбраната „Св. Георги – ІІ степен.

## Образование
- Висшето народно военно училище „Васил Левски“, „Танкови войски – строеви“ – до 1978
- Военна академия „Г.С.Раковски“ – до 2003

## Военни звания
- Лейтенант (1978)
- Бригаден генерал (25 април 2006)

## Награди
- Орден „За вярна служба под знамената“
- Почетен знак на Министерството на отбраната „Св. Георги – ІІ степен